# Ботајано (Кремона)
Ботајано је насеље у Италији у округу Кремона, региону Ломбардија.
Према процени из 2011. у насељу је живело 559 становника. Насеље се налази на надморској висини од 87 м.